# Empoasca vitiensis
Empoasca vitiensis är en insektsart som först beskrevs av George Willis Kirkaldy 1906.  Empoasca vitiensis ingår i släktet Empoasca och familjen dvärgstritar.
Artens utbredningsområde är Fiji. Utöver nominatformen finns också underarten E. v. vinicolor.